# Старовинні маєтки України
«Старови́нні має́тки Украї́ни» — книга-альбом, монографія Родічкіна І. Д. та Родічкіної О. І. Книга стала лауреатом VII Всеукраїнського рейтингу «Книжка року 2005». Видання випущено в світ за сприяння Юрія Васкевича, Олега Юрченка, Ірини Юрченко та за підтримки Державного комітету телебачення і радіомовлення України.

## Інформація від видавця
Видання проілюстровано фотокопіями з архівних матеріалів, репродукціями старовинних планів садиб і парків, живопису та гравюр з музеїв Києва, Вінниці, Львова, Сімферополя, Чернігова, Варшави, Кракова, Москви, Санкт-Петербурга та з приватних зібрань. Образотворчий матеріал презентує садиби і парки періоду їх розквіту. Видання містить близько 450 ілюстрацій, у тому числі 300 кольорових, понад 50 з них опубліковано вперше.
Книга-альбом «Старовинні маєтки України» є непересічним витвором мистецтва, яке, безперечно, буде надзвичайно цікавим і для спеціалістів у галузі садово-паркового мистецтва, і для широкого кола читачів.

## Зміст
Садиби раннього періоду Садиби середньовіччя
- Садиби стародавнього Києва і сади Києво-Печерської лаври
- Високий замок у Львові
- Ренесансові та барокові сади
- Замок-музей в Олеську
- Терасований сад у Підгірцях
- Сади Вишнівецького замку
- Маєток Потоцьких — Кристинопільський Версаль
- Царський сад у Києві

Садибне будівництво та садово-паркове мистецтво другої половини ХУІІІ — початку XIX століття
- Палацово-паркові ансамблі доби класицизму
- Тульчинський La Roche
- Сади та парки Діонисія Міклера
- Палацово-парковий ансамбль Рєпніних в Яготині
- Природа й архітектура в маєтку Ґалаґанів у Сокиринцях
- Садиби і парки періоду сентименталізму і передромантизму
- Маєток князя Понятовського в Корсуні
- «Софіївка» — сад міфів та легенд
- Маєток Іллінських «Roma Nuova» на Волині
- Маєток Браницьких «Олександрія»

Палацово-паркові ансамблі Південного берега Криму XIX — початку XX століття
- Романтизм у садово-парковому мистецтві
- Поетичний Гурзуф
- Алупкинський маєток князя Воронцова
- Античність в Ореанді
- Парк «Парадиз» у Форосі
- Палацово-паркопий ансамбль у Лівадії
- Сад Поета у Кучук-Кої

Сади і парки українських маєтків XIX — початку XX століття
- Паркове та естетичне середовище садиби Маєток у Немирові
- Три століття Качанівки
- Палацово-парковий ансамбль у Шарівці
- Художнє життя в маєтку Наталіївка
- Садиба родини фон Мекк у Копилові

Естетика натурального саду XIX століття
- Відчуття природи і парковий пейзаж
- Нікітський ботанічний сад
- Парки Масандри
- Колекція паркових краєвидів у маєтку І. Скоропадського в Тростянці

Громадські міські сади та парки кінця XVIII–XIX століття
- Сад у житті міста Єзуїтський сад — найдавніший у Львові
- Стрийський парк
- Парк «Володимирська гірка» в Києві
- Сади над Дніпром